# マイソール (軽巡洋艦)
マイソール (INS Mysore C60) は、イギリス海軍が第二次世界大戦中保有していたクラウン・コロニー級軽巡洋艦の一隻、ナイジェリアの後身である。
マイソールは、インドに供与された2隻目の巡洋艦であり、1957年8月インド海軍に就役した。引き渡しに際し近代化改装が施されたと伝えられている。
兵装の内、主砲は新造時4基あった内後部3番砲塔を撤去、魚雷発射管もインド海軍引渡時には撤去されており武装は砲のみとなっていた。
1959年にイギリス海軍駆逐艦ホーグ(HMS Hogue)と衝突事故を起こしている。また、本件以外にも衝突事故を起こしたと伝えられている。
晩年は練習艦隊旗艦の任に就いていたマイソールは、1985年8月20日に退役した。